# Плоская модель памяти
Плоская модель памяти —  способ организации оперативной памяти в компьютерной системе. В этой модели код и данные совместно используют одно и то же адресное пространство, что упрощает доступ к данным и ускоряет выполнение программ. Для 16-битных процессоров объём адресуемой памяти составляет 64 КБ, что позволяет эффективно использовать ограниченные ресурсы. 32-битные процессоры могут адресовать до 4 ГБ оперативной памяти, а 64-битные — значительно больше, вплоть до 16 эксабайт. Однако для процессоров AMD64 существует ограничение в 256 ТБ).
В 2011 году управление памятью в большинстве компьютерных систем всё ещё основывалось на плоской модели. Это обеспечивало эффективное использование ресурсов, позволяло операционной системе выполнять несколько задач одновременно и обеспечивало защиту данных. Кроме того, плоская модель способствовала увеличению объёма доступной памяти, что было важным фактором для развития вычислительных технологий.
Преимущества управления памятью с плоской моделью:
- В одном из многозадачных встроенных приложений, где управление памятью не нужно и не желательно, модель обеспечивает простейший интерфейс для программирования, с прямым доступом ко всем местам в памяти и минимальной сложностью конструкции программы.
- При многозадачности и распределении ресурсов плоская модель по-прежнему обеспечивает максимальную гибкость для реализации этого типа управления памятью.